# Wilhelm Drach
Wilhelm Drach (* 5. November 1952 in Wien) ist ein  österreichischer Maler.

## Leben
Drach wurde in Wien geboren. Von 1968 bis 1977 besuchte er die Höhere Graphische Bundeslehr- und Versuchsanstalt. Von 1972 bis 1977 studierte er an der Akademie der bildenden Künste Wien. Er lebt derzeit in Mödling.

## Ausstellungen (Auswahl)
- 2013 Art Austria, Leopold Museum, Wien
- 2013 Emil Toman – Maler, Mentor, Wegbereiter, ZS art Galerie, Wien
- 2012 ZS art Galerie, Wien
- 2001 Galerie Gabriel, Wien
- 1997 Galerie Kaufmann, Innsbruck
- 1995 Galerie der Marktgemeinde St. Johann/Tirol
- 1991 Art LA 91, Los Angeles, USA
- 1991 Lineart, Kunstmesse Gent, Belgien
- 1991 Galerie Gabriel, Wien
- 1990 Art LA 90, Los Angeles, USA
- 1990 Galerie Bommer, Zug, Schweiz
- 1990 Galerie Bommer, Zürich, Schweiz
- 1989 Art * 20, Basel, Schweiz
- 1988 Art 19, Basel, Schweiz
- 1987 Søllerød Kunstforening, Dänemark
- 1987 Galerie Gabriel, Wien
- 1987 Art 18, Basel, Schweiz
- 1986 Art 17, Basel, Schweiz
- 1985 Art 16, Basel, Schweiz
- 1984 Galerie Gabriel, Wien
- 1975 Galerie Arcade, Mödling
- 1975 Galerie Romanum, Perchtoldsdorf
- 1973 Kleine Galerie Schönau
- 1972 Galerie Drugstore, Mödling

## Werke in Sammlungen
Arbeiten von Wilhelm Drach sind u. a. in folgenden privaten und öffentlichen Sammlungen vertreten:
- BMUKK
- Stadt Wien
- Museum moderner Kunst Wien
- Artothek NÖ
- Sammlung Alison
- Peter W. Klein